# Desulfurikation
Als Desulfurikation (von lateinisch sulphur ‚Schwefel‘), auch Sulfatatmung oder dissimilatorische bzw. bakterielle bzw. mikrobielle Sulfatreduktion bezeichnet man die Reduktion von Sulfat oder Sulfit zu Sulfid/Schwefelwasserstoff durch bestimmte Prokaryoten (d. h. Bakterien oder Archaeen), die als Desulfurizierer oder Desulfurikanten bezeichnet werden. Als Reduktionsmittel werden verschiedene organische Stoffe oder elementarer Wasserstoff (H2) verwendet. Summengleichungen für Beispiele derartiger Redoxreaktionen lauten:
- {\displaystyle \mathrm {SO_{4}^{2-}+4\ H_{2}\longrightarrow HS^{-}+3\ H_{2}O+OH^{-}} }

Sulfat und Wasserstoff umgesetzt zu Hydrogensulfid, Wasser und einem Hydroxidion. Schwefel wird von der Oxidationsstufe +VI auf -II reduziert, Wasserstoff von der Stufe O auf Stufe +I oxidiert.
Unter Standardbedingungen bei pH = 7 je Mol umgesetztes Sulfat freiwerdende Energie entsprechend der Änderung der Freien Enthalpie:
 ΔG0' = − 112 kJ/mol.
- {\displaystyle \mathrm {SO_{4}^{2-}+2\ Lactat\longrightarrow HS^{-}+2\ Acetat+CO_{2}+HCO_{3}^{-}+H_{2}O} }

Sulfat und Lactat umgesetzt zu Sulfid, Acetat, Kohlenstoffdioxid, Hydrogencarbonat und Wasser
Unter Standardbedingungen je Mol umgesetztes Sulfat freiwerdende Energie entsprechend der Änderung der Freien Energie:
ΔG0' = − 157 kJ/mol.
- {\displaystyle \mathrm {SO_{4}^{2-}+Acetat\longrightarrow HS^{-}+2\ HCO_{3}^{-}} }

Sulfat und Acetat umgesetzt zu Sulfid und Hydrogencarbonat
Unter Standardbedingungen je Mol umgesetztes Sulfat freiwerdende Energie entsprechend der Änderung der Freien Energie:
ΔG0' = − 47,6 kJ/mol.
Diese Umsetzungen sind exergon und dienen den sulfatreduzierenden Mikroorganismen als Energiequelle. Die Sulfatreduktion verläuft wie auch die aerobe Atmung über mehrere Zwischenstufen.
Zum Vergleich: Die aerobe Oxidation von Glukose liefert eine freie Enthalpie von 1140 kJ/mol.

## Desulfurizierer und ihre Eigenschaften

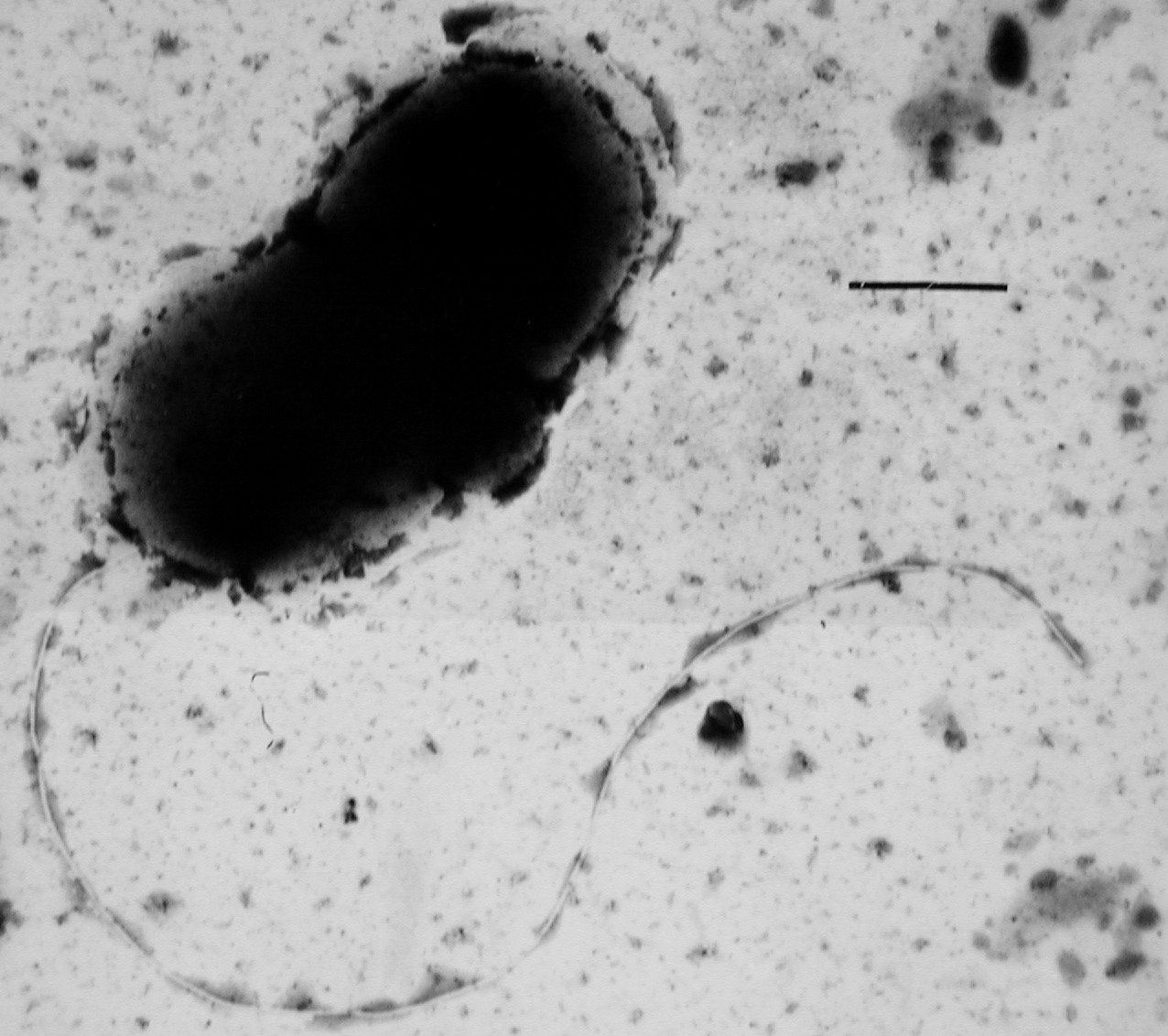
Nitratidesulfovibrio vulgaris: Negativkontrastierung, Transmissionselektronenmikroskop-Aufnahme, Messstrich = 0,5 µm

Desulfurizierer sind obligat anaerobe Mikroorganismen, die nur in anoxischen Milieus vorkommen und als Reduktionsmittel hauptsächlich Stoffe verwerten, die im fermentativen Abbau organischer Stoffe durch Bakterien entstehen; dies sind vor allem Alkohole, organische Säuren, aber auch elementarer Wasserstoff.
Im englischen Sprachgebrauch finden sich für die Desulfurizierer, d. h. Sulfat- bzw. Sulfitreduzierer auch die Bezeichnungen englisch sulfate reducing bacteria (SRB), sulfate reducing prokaryotes (SRP) oder sulfate/sulfite-reducing microorganisms (SRM).
Sie können durch ihre Fähigkeit, Sulfat oder Sulfit als Oxidationsmittel zu nutzen, Energie aus der Oxidation von Stoffen gewinnen, die von den fermentativen Bakterien nicht genutzt werden können und deshalb von diesen als Endprodukte ausgeschieden werden.

Die Fähigkeit zur Sulfatreduktion besitzen verwandtschaftlich auseinander stehende Bakterien-Gattungen. Das könnte bedeuten, dass die Sulfatreduktion schon frühzeitig in der Organismen-Evolution entwickelt wurde. Alternativ wäre denkbar, dass der Mechanismus durch horizontalen Gentransfer übertragen oder mehrfach unabhängig voneinander entwickelt wurde (konvergente Evolution).
Viele Desulfurizierer werden in der herkömmlichen Taxonomie zur Deltagruppe im Phylum Pseudomonadota (Proteobakterien) klassifiziert.
Dies sind insbesondere die Ordnungen Desulfobacterales, Desulfovibrionales und Syntrophobacterales; Beispiele für einzelne Gattungen dieser Gruppe sind: Desulfovibrio, Desulfuromonas, Desulfobulbus, Desulfobacter, Desulfococcus, Desulfosarcina, Desulfonema, Desulfotomaculum und Nitratidesulfovibrio.
Nach neueren Vorschlägen gehören diese aber zusammen mit der Klasse Thermodesulfobacteria von thermophilen Desulfurizierern in deren Phylum Thermodesulfobacteriota gestellt, das dann mit diesen Neuzugängen zusammen gelegentlich auch als Desulfobacterota bezeichnet wird.
Außer bei den Deltaproteobakteria und Thermodesulfobacteria (bzw. Desulfobacterota) tritt die Sulfatatmung auch in der Ordnung Clostridiales im Phylum Bacillota (alias Firmicutes) auf, beispielsweise in der Gattung Desulfotomaculum.
Auch in der Domäne der Archaeen gibt es Desulfurizierer, beispielsweise die Gattung Archaeoglobus (Euryarchaeota: Archaeoglobaceae).

## Ökologische Bedeutung
Die bakterielle Sulfatreduktion ist ein wichtiger Abschnitt im Schwefelkreislauf der oberen Erdschichten. Sie ist dort neben vulkanischen Entgasungen eine der hauptsächlichen Quellen von Schwefelwasserstoff. Wie die Bruttogleichungen zeigen, wird der pH-Wert durch Desulfurikation erhöht (Bildung von OH−-Ionen bzw. Verbrauch von Protonen). Desulfurikation findet in fast allen anoxischen Bereichen statt, die Sulfat und verwertbare organische Stoffe oder elementaren Wasserstoff enthalten. Schwefelwasserstoff wirkt auf Lebewesen giftig. Auch die Desulfurizierer sind empfindlich gegenüber dem von ihnen selbst gebildeten Schwefelwasserstoff. In natürlichen Habitaten ist der gebildete Schwefelwasserstoff jedoch meistens unschädlich, da er mit vielen Metall-Ionen schwer wasserlösliche Metallsulfide bildet. In natürlichen Habitaten ist besonders die Ausfällung von Eisen- und Sulfid-Ionen als schwarzes Eisenmonosulfid FeS von Bedeutung:
{\displaystyle \mathrm {Fe^{2+}+H_{2}S\longrightarrow FeS+2\ H^{+}} }

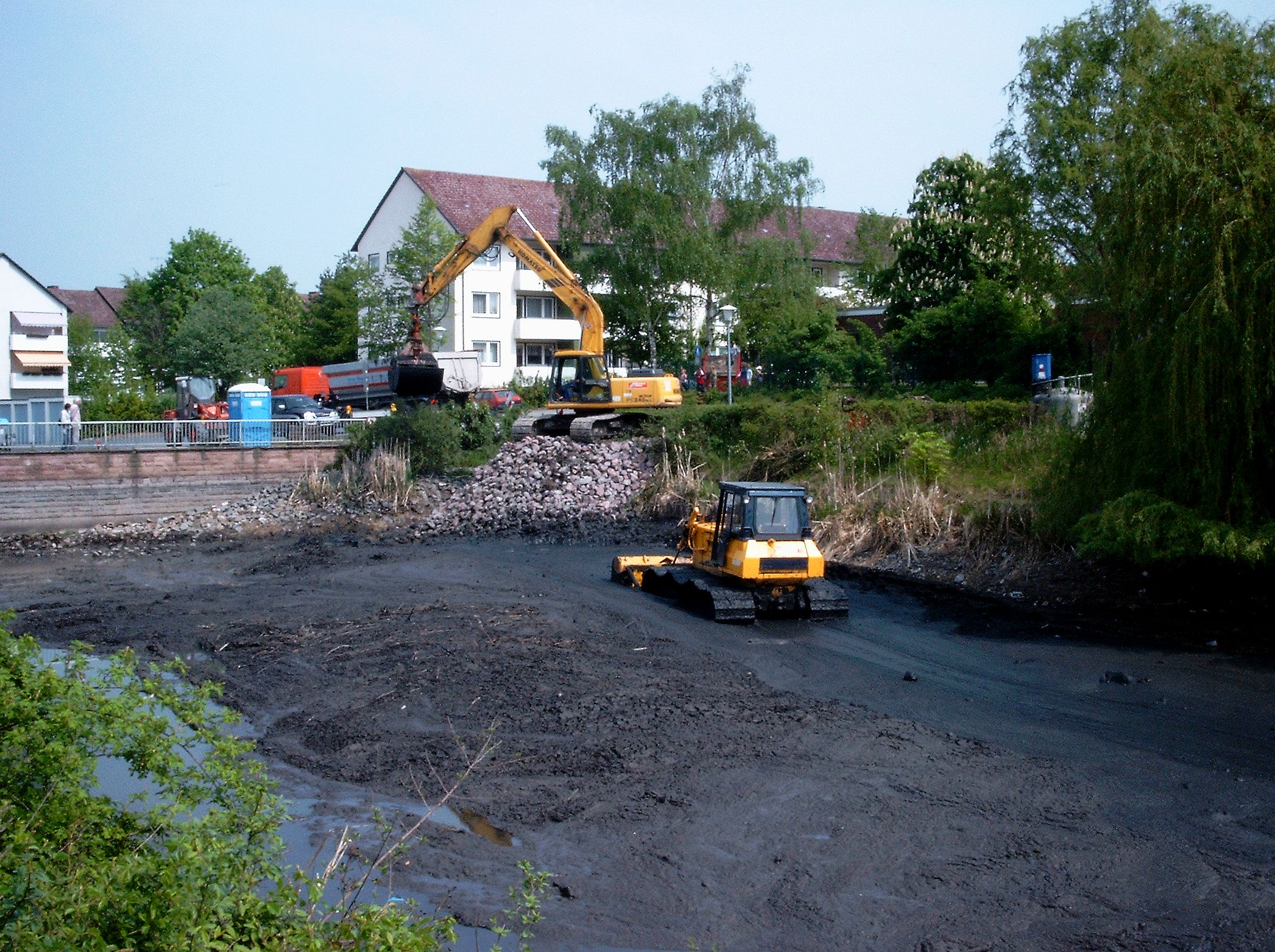
Entfernen von schwarzem Schlamm aus einem Teich

Dieser Vorgang ist die Ursache für die Schwarzfärbung von anoxischen Gewässersedimenten, zum Beispiel Schlammsedimenten von Teichen und Seen und etwas tieferen Schichten von Wattschlick. Bekannt sind die schwarzen Sedimente des Schwarzen Meeres, das daher seinen Namen erhalten haben soll. Durch weitere Einwirkung von Schwefelwasserstoff auf Eisenmonosulfid kann über mehrere Zwischenstufen Eisendisulfid FeS2 gebildet werden, also die Minerale Pyrit oder Markasit.

## Technische Bedeutung
An der Oberfläche unedler Metalle wird in Kontakt mit Wasser unter Bildung von Metall-Ionen elementarer Wasserstoff gebildet. Als Beispiel sei Eisen bzw. eine Eisenlegierung, zum Beispiel Stahl, gewählt:
{\displaystyle \mathrm {Fe+2\ H_{2}O\longrightarrow Fe^{2+}+H_{2}+2\ OH^{-}} }
Die so gebildete Wasserstoffschicht haftet meistens auf der Oberfläche der Eisenlegierung und verhindert ein Fortschreiten des Vorgangs („Passivierung“). Unter anoxischen Bedingungen in Gegenwart von Sulfat kann es aber zu Korrosion durch sulfatreduzierende Bakterien kommen, die den Wasserstoff mit Sulfat oxidieren und so die Metalloberfläche freilegen, so dass es zur weiteren Bildung von Wasserstoff und weiteren Metallauflösung (Korrosion) kommt:
{\displaystyle \mathrm {4\ Fe+5\ H_{2}O+SO_{4}^{2-}\longrightarrow 4\ Fe^{2+}+HS^{-}+9\ OH^{-}} }
Durch sulfatreduzierende Bakterien verursachte Stahlkorrosion ist unter anderem in der Erdölgewinnung von Bedeutung.
Außerdem kann es in Erdöllagerstätten und in Erdölgewinnungsanlagen zur Bildung von Schwefelwasserstoff durch bakterielle Sulfatreduktion kommen, wobei sich der so gebildete Schwefelwasserstoff nicht nur im Lagerstättenwasser anreichert, sondern auch im Erdöl und im begleitenden Erdgas („Versäuerung“, „Sauergas“). Dies führt zu Störungen wegen der Giftigkeit von Schwefelwasserstoff und wegen seiner korrosiven Wirkung. Zudem hat ein Schwefelgehalt im Erdöl und im Erdgas bei deren Verbrennung die Emission von unerwünschtem Schwefeldioxid (SO2) zur Folge (siehe saurer Regen), weshalb das Erdöl und das Erdgas entschwefelt werden müssen (Erdölentschwefelung, Gasentschwefelung).